# Torre Moya
La Torre Moya o Torre gorda es una torre vigía o torre almenara catalogada por el Ministerio de Educación, Cultura y Deporte. Está situada en Benajarafe en el municipio de Vélez-Málaga, (provincia de Málaga, España). 

## Descripción
La torre se sitúa en la costa de la localidad de Benajarafe y data del siglo XVIII.